# Aleurode
Aleyrodoidea
Super-famille
Les aleurodes ou mouches blanches (Aleyrodoidea), forment une super-famille d'insectes de l'ordre des hémiptères.

## Description
Ces insectes ailés sont minuscules, les adultes ayant de 1 à 3 mm de long. Ils ont des pièces buccales piqueuses suceuses, deux paires d'ailes semblables recouvertes d'une poussière cireuse blanche d'aspect farineux (d'où leur nom, tiré du grec ἄλευρον, qui signifie farine de froment) qui recouvre également le corps de l'imago, d'où le nom de « mouches blanches » dont certaines espèces comme Aleyrodes proletella (en) (aleurode du chou) furent classés initialement dans les lépidoptères par Linné. Le dernier tergite abdominal comporte un orifice spécifique (utilisé comme caractère de la diagnose d'espèce) sécrétant le miellat sur lequel se développe un feutrage noir qui est produit par un champignon microscopique, la fumagine.

## Taxinomie

### Famille et genres
La super-famille des Aleyrodoidea, du sous-ordre des Sternorynques, ne comporte qu'une seule famille : les Aleyrodidae (Westwood, 1840), regroupant elle-même 17 genres, tels que Aleyrodes, Bemisia ou Trialeurodes.

### Espèces
On compte près de 1 200 espèces d'Aleyrodoidea, dont 56 en Europe.
Les aleurodes les plus connus sont l'aleurode des serres (Trialeurodes vaporariorum), l'aleurode du tabac (Bemisia tabaci), l’aleurode floconneux des Citrus (Aleurothrixus floccosus), l’aleurode des Citrus (Dialeurodes citri), l’aleurode noir de l'olivier (Aleurolobus olivinus (es)), l’aleurode spiralant (Aleurodicus dispersus (en)).

## Développement
Le développement est du type hétérométabole progressif mais avec la présence d’un 4e stade larvaire particulier, dit « puparium » ou pseudo-nymphe. L’œuf, accroché sur le végétal-hôte par un court pédicelle donne une larve mobile (dite larve « baladeuse ») puis sessile.

## Dommages et contrôle
Ces insectes sont très polyphages et s'attaquent à des centaines d'espèces végétales cultivées (tomate, haricots, manioc, cucurbitacées, pomme de terre, patate douce, agrumes, plantes ornementales) ou non, aussi bien en plein champ dans les régions chaudes que dans les serres dans les régions plus froides. Ils apprécient particulièrement la chélidoine, les fuchsias, le myrte, les Cucurbitacées (melons, pastèques, concombres, courgettes, courges), les Solanacées (aubergines, tomates et brugmansias).
Ils causent des dommages importants dans de nombreuses cultures, notamment de plantes potagères, tant par les dégâts directs qu'ils provoquent en se nourrissant sur les plantes (piquant généralement les feuilles), qu'en transmettant des maladies virales. Les aleurodes sont les vecteurs de plus d'une centaine d'espèces de virus phytopathogènes des genres Begomovirus, Crinivirus, Carlavirus et  Ipomovirus.
Une étude publiée en 2019 montre que la « mouche blanche » (aleurode) a les capacités bio-physiologiques de « pirater » le système de défense de la plupart des plantes qu'elle attaque (tomates, pommes-de-terre, etc.) en faisant envoyer des messages chimiques par la plante attaquée, qui affaiblissent à leurs tours des micro-organismes parasites de l'aleurode potentiellement présents, laissant ainsi le champ libre à la mouche.
Les moyens de prévention sont essentiellement l'élimination des adventices (mauvaises herbes) et la pose de piège chromatique englué (plaque couleur jaune vif afin de dépister au plus tôt les débuts de population). Le moyen de les contrôler est la lutte biologique (guêpe parasite Encarsia formosa, pyrèthre, savons à l'efficacité partielle uniquement contre les adultes d’aleurode, et une coccinelle aleurodiphage, Clitostethus arcuatus) et chimique (produits insecticides en rotation pour éviter les résistances mais efficacité relative sur les espèces composées de différents biotypes).